# منطقه گرودنو
منطقه گرودنو (به لاتین: Grodno Region) یکی از منطقه‌های بلاروس است.

## خصوصیات
منطقه گرودنو ۲۵٬۱۱۸٫۰۷ کیلومترمربع مساحت و ۱٬۰۷۲٬۳۸۱ نفر جمعیت دارد.